# Марнеули
Марнеу́ли (ранее Борчало, груз. მარნეული, азерб. Marneuli) — город в провинции Квемо-Картли, являющийся административным центром Марнеульского муниципалитета республики Грузия.
В городе проживает более 20 тыс. человек, главной этнической группой являются азербайджанцы. Данный населённый пункт находится на расстоянии в 30 км к югу от Тбилиси, расположен недалеко от границ с Азербайджаном и Арменией на реке Алгети (бассейн реки Куры). Был объявлен городом в 1964 году.

## Географическое положение
Расстояние по автомагистрали до Тбилиси 30 километров, до Еревана — 257 километров, до Баку — 621 километр.

### Климат
Умеренно теплый степной климат. Умеренно холодная зима и жаркое лето. Среднегодовая температура составляет 12 °C, января 0 °С, июля 23,9 °C. Абсолютный минимум — 25 °С, абсолютный максимум 43 °C. Осадков 500 мм в год.

## История
19 декабря в 1918 году у реки Храми (8 километров к югу от районного центра) происходило сражение грузино-армянской войны. Вследствие перемирия, установленного с 1 января по настоянию британской армии, занявшей расположение немецкой армии в регионе (после поражения последней в Первой мировой войне), город остался в грузино-армянской нейтральной зоне, и впоследствии был включен в состав Грузии.
В 1921 году Марнеули снова стал центром военных действий — через него в Тифлис шли части советской 11-й армии в ходе советско-грузинской войны.
Марнеули — центр Марнеульского муниципалитета Грузии. Указом ПВС Грузинской ССР от 18 марта 1947 года село Борчало переименовано в Марнеули. Статус города получил в 1964 году.
8 августа 2008 года в ходе российско-грузинской войны российские самолёты провели бомбардировку аэродрома города, в результате чего погибло 3 человека и была разрушена ВПП аэродрома. Сообщалось, что также пострадали 2 самолёта Aero L-29.
21 марта 2010 года президент Грузии Михаил Саакашвили, выступил в Марнеули по случаю празднованию Навруза, где объявил этот праздник весны общенациональным.

## Население
Посетивший в 1771 году регион путешественник Иоган Гюльденштедт отмечает что на тот момент населенный пункт насчитывал  40 армянских и 30 татарских семейств.
В «Кавказском календаре» на 1854 год указывалось что жителями села были исключительно армяне, которые являлись последователями армянской апостольской церкви и говорящие на армянском языке
Согласно официальным данным правительства Грузии население Марнеули в 2006 году составляло 20,1 тыс. человек, из которых 83,1 % азербайджанцы.
По всесоюзной переписи населения 1989 года в Марнеули проживало 27 557 человек.
| Народ              | на 1989 год, итоги всесоюзной переписи населения 1989 года |
| ------------------ | ---------------------------------------------------------- |
| азербайджанцы      | 18 498 (68.21 %)                                           |
| греки              | 2399 (9 %)                                                 |
| русские и украинцы | 2304 (8,85 %)                                              |
| грузины            | 2091 (7.71 %)                                              |
| армяне             | 1455 (5.37 %)                                              |
| осетины            | 72 (0.27 %)                                                |
| курды и езиды      | 6 (0.2 %)                                                  |

## Экономика

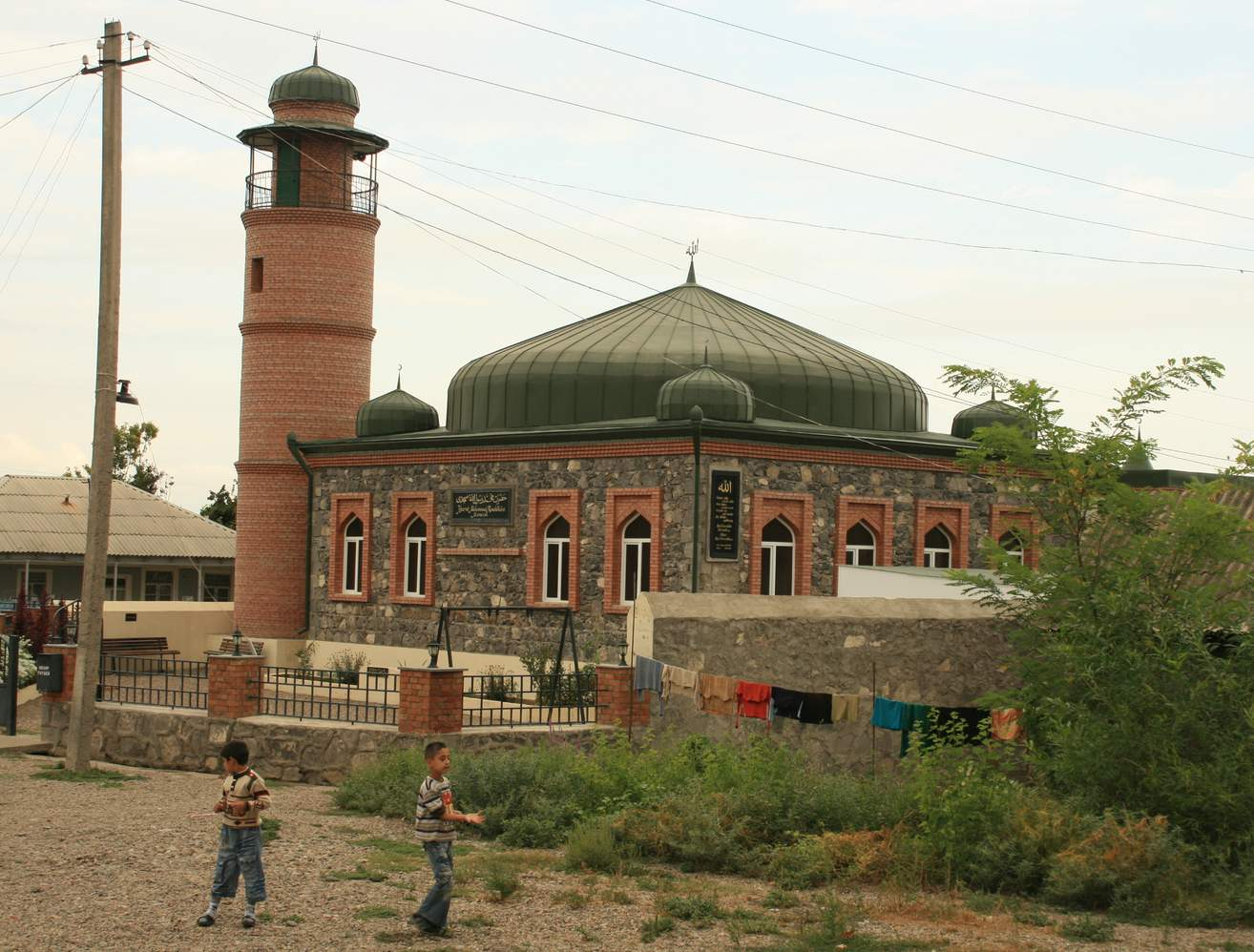
Мечеть в селе Имири

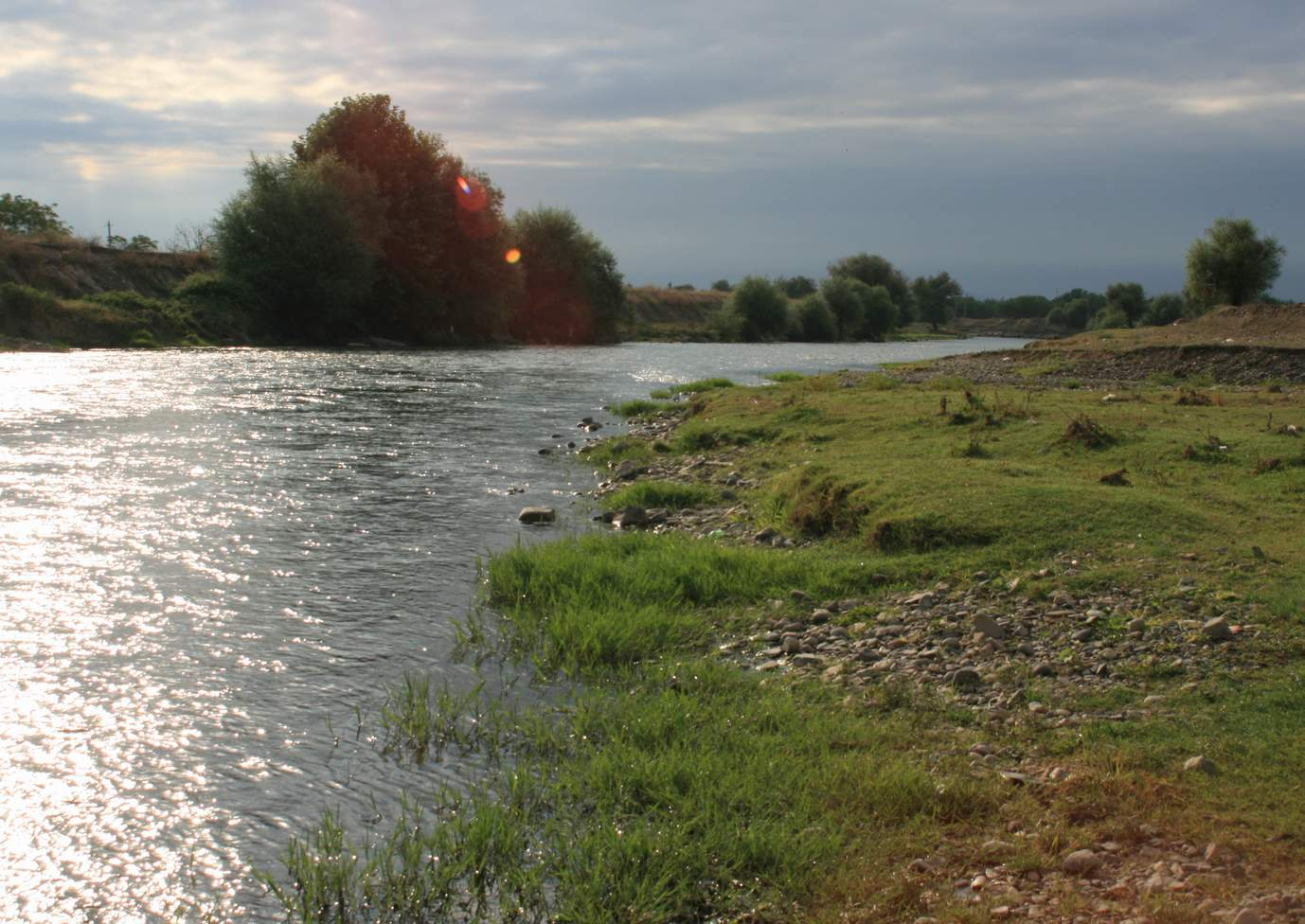
Река Храми

В городе действует несколько небольших предприятий: консервный завод, сыромасло-завод, завод железобетонных изделий и галантерейная фабрика. Имеется узловая железнодорожная станция Марнеули, расположенная на линии Тбилиси — Ванадзор. Также в Марнеули имеется оптово-розничный базар.
В 2015 году в рамках программы «Поддержка демократии» министерства иностранных дел Польши в Марнеули была запущена процедура партисипаторного бюджета, на опыте аналогичных проектов в Польше, прообразом для которых послужил проект в бразильском городе Порту-Алегри. В рамках гражданского бюджета предполагалось распределять до 5 % от общего размера муниципального бюджета Марнеули.

## Церкви, храмы, мечети
- Главная мечеть Марнеули
- Мечеть Шарифли
- Монастырь Церакви
- Мечеть (открылась в 2010 году в Имири)
- Православный храм во имя царя Давида IV Строителя (Агмашенебели)
- Православный храм во имя Святого Георгия-Победоносца

## Образование
В Марнеули существует два университета, один из которых, им. Гейдара Алиева, открылся в 2008 году.
- Тбилисский государственный университет (филиал)
- Грузино-азербайджанский гуманитарный университет им. Гейдара Алиева

## Социологические опросы жителей
В марте — мае 2010 года, мусульманская община Грузии, совместно с грузинским экспертом Гела Гуниава осуществили экспедиционную работу, в рамках которой провели интервьюирование мусульман-азербайджанцев в Тбилиси, а также других городах и населённых пунктах Квемо-Картли (городе Марнеули, Гардабани, селах Имири, Поничала, Дзвели-Квеши, Амамло, Меоре-Кесало и др.). Исследования включали в себя вопросы общего справочного характера о численности, национальном составе и районах проживания мусульман в Грузии, а также о количестве мечетей, священнослужителей и системе религиозного образования.
Была исследована также деятельность исламских культурно-просветительских организаций, изучен уровень знаний населения об исламе и религиозных обрядах, определён уровень проникновения религиозных норм в сознание и повседневную жизнь грузинских мусульман.

## Неправительственные организации
В городе действуют следующие неправительственные организации:
- Конфедерация Тюрков Грузии
- Национальная Ассамблея Азербайджанцев Грузии
- Союз Молодых Тюрок Борчалы
- Комитет Тюркских Женщин Грузии
- «Культурный Центр Азербайджанцев»
- Народное Движение «Гейрят»
- «Общинное радио: Марнеули»
- Телеканал Алгет.
- Религиозное общество «Ахли-Бейт»